# Ісак Гансен-Ореєн
Ісак Гансен-Ореєн (норв. Isak Hansen-Aarøen; нар. 22 серпня 2004, Тромсе, Норвегія) — норвезький футболіст, атакувальний півзахисник німецького клубу «Вердер».

## Ігрова кар'єра

### Клубна
Ісак Гансен-Ореєн народився в місті Тромсе і займатися футболом почав у місцевому однойменному клубі. У сезоні 2020 року футболіст встиг зіграти в основі «Тромсе» в чемпіонаті Норвегії. 6 липня 2020 року відбулася його дебютна гра на професійному рівні. У віці 15 років і 323 дні він став наймолодшим гравцем в історії клубу.
У серпні 2020 року Гансен-Ореєн приєднався до футбольної академії англійського «Манчестер Юнайтед». Вже у вересні він зіграв у турнірі Трофей Футбольної ліги. 27 серпня 2021 року футболіст підписав з «Манчестер Юнайтед» свій перший професійний контракт. Але попри це, за першу команду клубу норвежець так і не зіграв жодного матчу.
1 лютого 2024 року Гансен-Ореєн перейшов до німецького клубу «Вердер», з яким підписав контракт до 2028 року. 30 березня 2024 року у матчі проти «Вольфсбурга» Гансен-Ореєн дебютував за першу команду в чемпіонаті Німеччини.

### Збірна
З 2020 року Гансен-Ореєн захищає кольори юнацьких та молодіжних збірних Норвегії.

## Трофеї
Манчестер Юнайтед (U-18)
- Молодіжний Кубок Англії з футболу: 2021/22[10]